# Byctiscus impressus
Byctiscus impressus là một loài bọ cánh cứng trong họ Rhynchitidae. Loài này được Fairmaire miêu tả khoa học năm 1899.